# Джеффрис, Алек
Сэр Алек Дже́ффрис (англ. Alec Jeffreys, род. 9 января 1950, Оксфорд, Оксфордшир, Англия) — британский генетик, разработавший технику ДНК-дактилоскопии, которая ныне используется во всём мире при проведении судебной экспертизы для оказания содействия работе полиции, а также при решении вопросов отцовства и иммиграционных спорах.
Член Лондонского королевского общества (1986), иностранный член Национальной академии наук США (2005).
Он является профессором генетики университета Лестера и стал почётным гражданином Лестера 26 ноября 1992 года.
6 апреля 2015 года вышел мини-сериал «Код убийцы», в котором описывалась история открытия ДНК-дактилоскопии и первый случай, в котором она была использована, чтобы поймать убийцу. Алека Джеффриса сыграл британский актёр Джон Симм.

## Награды и признание
- 1985 — Медаль Колворта[англ.]
- 1987 — Медаль Дэви
- 1987 — Медаль двухсотлетия Линнеевского общества
- 1992 — Премия Уильяма Аллана[англ.]
- 1993 — Звание «Рыцарь-бакалавр» с правом на приставку «сэр» к имени[8]
- 1996 — Премия Альберта Эйнштейна
- 1998 — Премия Австралии[англ.]
- 1999 — Премия сэра Джорджа Стокса
- 2004 — Королевская медаль
- 2004 — Louis-Jeantet Prize for Medicine[англ.]
- 2005 — Премия Ласкера-Дебейки по клиническим медицинским исследованиям
- 2005 — введён в Национальный зал славы изобретателей США
- 2006 — Премия Хейнекена
- 2010 — Медаль Эдинбурга[англ.]
- 2014 — Медаль Копли
- 2017 — Орден Кавалеров Почёта[9]